# Александрувка (Мінський повіт)
Александрувка (пол. Aleksandrówka) — село в Польщі, у гміні Дембе-Вельке Мінського повіту Мазовецького воєводства.
Населення — 520 осіб (2011).
У 1975-1998 роках село належало до Седлецького воєводства.

## Демографія
Демографічна структура станом на 31 березня 2011 року:
|          | Загалом | Допрацездатний вік | Працездатний вік | Постпрацездатний вік |
| -------- | ------- | ------------------ | ---------------- | -------------------- |
| Чоловіки | 266     | 72                 | 170              | 24                   |
| Жінки    | 254     | 48                 | 154              | 52                   |
| Разом    | 520     | 120                | 324              | 76                   |